# Turinge och Vidbynäs
Turinge och Vidbynäs est une localité de Suède dans la commune de Nykvarn située dans le comté de Stockholm.
Sa population était de 253 habitants en 2019.